# Spojené provincie střední Itálie
Spojené provincie střední Itálie (italsky Province Unite del Centro Italia) byla krátkodobá konfederace a vojenská vláda ustanovená 1859 Sardinským královstvím po druhé italské válce za nezávislost. Vznikla ze spojení Toskánského velkovévodství, Parmského vévodství a Vévodství Modeny a Reggia. Poté, co se v březnu 1860 konal plebiscit a
Francii byly přenechány Nice a Savojsko, byly Spojené provincie střední Itálie formálně připojeny k Sardinskému království.